# シンピュータ

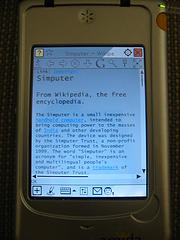
シンピュータで、ウィキペディアのシンピュータの記事を閲覧

シンピュータ（Simputer）は、小型の携帯コンピュータで、インドや他の開発途上国の一般大衆がコンピュータを利用できるようにするため作られた。

## 概要
1999年11月に設立されたNPO、シンピュータ・トラストが設計。Simputerとは"simple, inexpensive and multilingual people's computer"（「シンプルで低価格な、色々な言葉の人のためのコンピュータ」）の略である。文書読み上げソフトを搭載し、Linuxオペレーティングシステム上で動く。ハードはPDAのPalmに似ており、タッチスクリーンをスタイラスで操作する。単純な手書き文字認識ソフトTapatapがついている。2004年に発売を開始したが、売り上げは芳しくない。
シンピュータの仕様書はSGPL（シンピュータ一般公衆利用許諾契約書）というオープンなライセンスで出されている。シンピュータ・トラストは自由ソフトウェアの開発者にアプリケーションの移植を奨励している。
シンピュータの実験的製産は2002年9月に始まった。2004年から240ドル以上の価格で発売、製産規模の拡大のため徐々に価格は低下し、一番下のモデルは130ドルになった。価格はスクリーンのサイズとタイプ（モノクロかカラーか）により、最上位モデルは260ドルほど。
シンピュータは幾つかの政府機関や企業に買い上げられた。チャッティスガール州は電子化教育プロジェクトに利用。その後、カルナタカ州政府が土地記録の収集を自動化するために買い上げた。2005年には、様々な革新的プロジェクトに利用された。自動車エンジンの診断（ムンバイのMahindra & Mahindra社）、鉄鉱山から港までの鉱石輸送記録（ゴアのDempo社）、マイクロクレジット（マイソールのSanghamitra社）、イギリス—ガーナ間の電子送金 （ケニアのXK8 Systems社）などである。
しかし、結局、2005年までに当初の販売目標であった5万台には達せず、最終的に売り上げたのは4000台だけであった。これは、通常のノートパソコンの価格が下がったために、シンピュータの競争力が奪われたからだと見る向きもある。更に、市販のPDAに比べれば決して安いとは言えない。価格が期待されたより高くなってしまったのは、インド政府やNGOからの買い上げが少なかったためである。
貧困層にはコンピュータよりも先に基本的な必需品（例えば電気）が必要だ、という批判がある。だが、このパソコンが設計されたそもそもの理由は、経済の格差解消ではなく、情報の格差解消である。

## 仕様

### ハードウェア
大きさは142(mm)x72(mm)x20(mm)、重量は電源込みで206g。タッチパネル機能つき液晶ディスプレイは320x240ドット（Encore社製品では、16x4文字モノクロディスプレイにする代わり、価格が安くなるオプションを提供）。
プロセッサは初めインテルStrongARM 206MHzだったが、現在のモデルはIntel PXA255を使っている。RAMは64Mバイト。フラッシュメモリは32Mバイト。
1MB弱の記録ができる廉価メモリーカードに対応。モデムは外付けだが、Encore社製シンピュータはオプションで内部に搭載も可能。USBポート、シリアルポート、IrDAポートなどもサポートしている。電源は初め3本の単三電池を使用していたが、2005年後期のモデルからはリチウムイオンバッテリが使われている。
ユニークなのはAmida社製シンピュータに搭載されている加速度計で、これを使って「ブロック崩しとゴルゴリ」というオリジナルゲームで遊ぶこともできる。

### ソフトウェア
シンピュータはLinuxオペレーティングシステムとAmida社が開発したウィンドウマネージャーを使っている。
スケジューリング、カレンダー機能、録音/再生ソフト、簡単な表計算ソフトなどといった基本的な機能に加え、ウェブブラウザやメールなどインターネットへの接続もできる。チェスなどのゲームも可能。
最近では、Javaアプリケーションの実行環境Java MEや、.Netアプリケーションのフリーな実行環境.GNUを備えた製品も開発された。

## ライセンス
SGPL（シンピュータ一般公衆利用許諾契約書）は、特にシンピュータの配布を目的とした、オープンソースのハードウェア配布ライセンスである。大まかにGPLをモデルにしてはいるが、実質的な内容はかなり異なる。
シンピュータ仕様書はSGPLの規約と条項の下公開される。このライセンスは、仕様書に沿ってシンピュータを作り、非商用目的に使うことを許可している。GPLとは異なり、シンピュータ仕様書へのいかなる改変も同じライセンスで一般に公開する義務はなく、改変者による独占が許可される。しかし、改変後の仕様によるシンピュータが最初に販売されてから12ヶ月以内には、その仕様書をシンピュータ・トラストに開示しなければならない。
SGPL下で製造された機械をシンピュータの商標で売り出すためには、シンピュータ・トラストによる認証が求められる。認証されるためには、製造物がシンピュータのウェブサイトで公開されているシンピュータ中核仕様書のスペックを満たしていなければならない。
このライセンスの下、既に数社から様々なシンピュータが出されている。

## サポート
ユーザ数の少なさにも関わらず、カスタマーサポートは通話料無料で、つながり易くて親切であると思われている。しかし、（おそらくは投資を回収するため）修理代は高く設定されている。